# Joanna Jabłczyńska

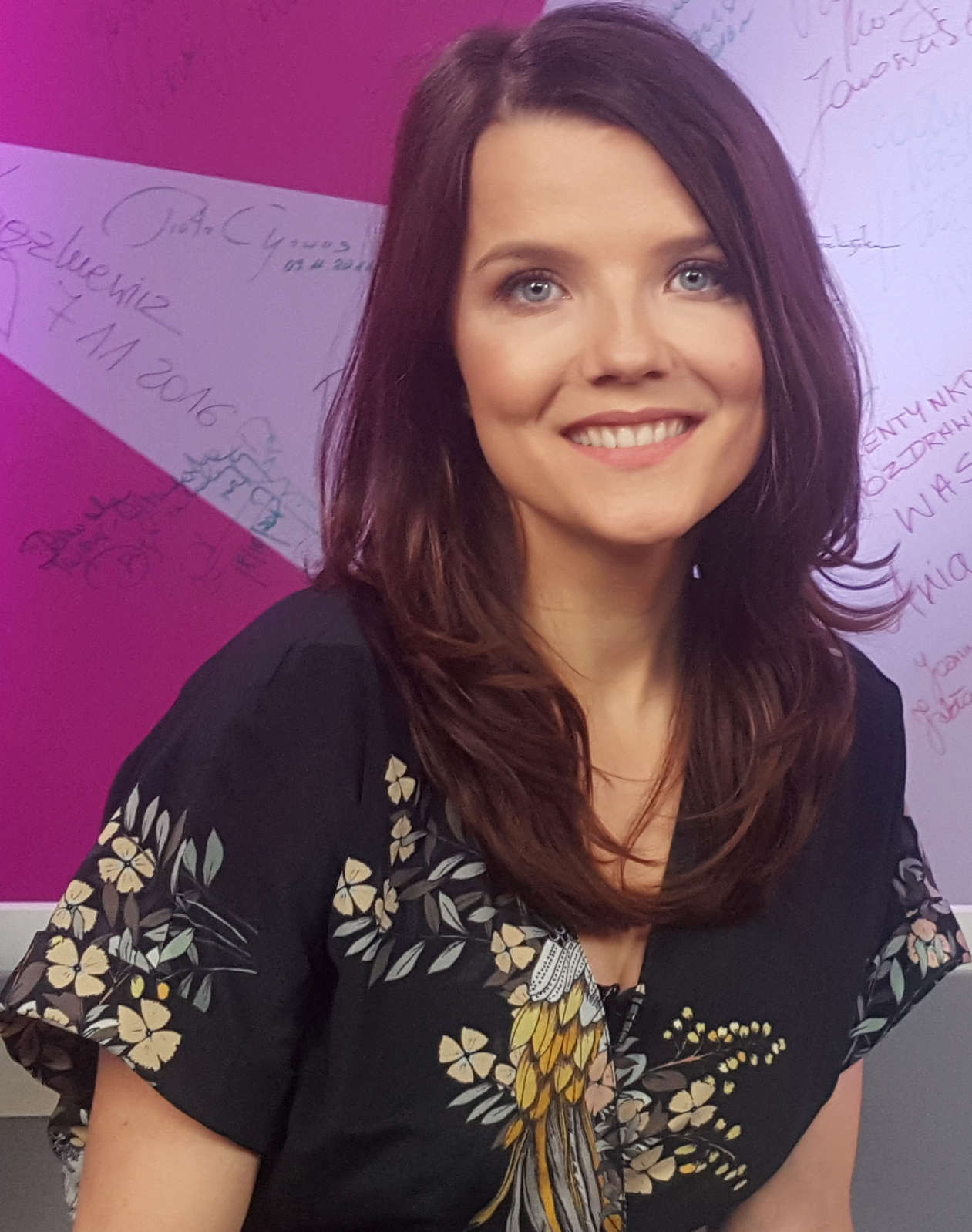
Joanna Jabłczyńska

Joanna Natalia Jabłczyńska (sinh ngày 9 tháng 12 năm 1985 tại Warsaw) là một ca sĩ và diễn viên người Ba Lan.      

## Sự nghiệp
Jabłczyńska biểu diễn trên sân khấu lần đầu tiên khi mới 8 tuổi. Cùng với ban nhạc thiếu nhi "Fasolki", cô biểu diễn cả ở Ba Lan và nước ngoài. Cô cũng lồng tiếng trong nhiều phim, bao gồm "The Lion King II", "101 Dalmatians", "The Grinch - There Will Be No Christmas", và "The Little Mermaid".

## Phim tiêu biểu
- Trzy szalone zera[5] – Ola Obrębska
- Wyrok na Franciszka Kłosa – Józia
- Duża przerwa
- Słoneczna włócznia – Dora Parnel
- Powiedz to, Gabi – Gośka
- Na Wspólnej[3] – Marta Konarska
- Nigdy w życiu! – Tosia
- Kto nigdy nie żył... – Marysia
- Tylko mnie kochaj
- Nadzieja
- Dlaczego nie! – Moni
- Klan[5] – Sylwia Marczyńska
- Niania
- Kryminalni – Ula (tập 98)
- Taniec z gwiazdami
- Jak oni śpiewają